# Parafia Wniebowzięcia Najświętszej Maryi Panny w Borysławicach Kościelnych
Parafia Wniebowzięcia Najświętszej Maryi Panny w Borysławicach Kościelnych – rzymskokatolicka parafia położona we wschodniej części gminy Grzegorzew. Administracyjnie należy do diecezji włocławskiej (dekanat kłodawski). Zamieszkuje ją 1586 wiernych.
Odpust parafialny odbywa się w uroczystość Wniebowzięcia NMP - 15 sierpnia.

## Duszpasterze
- proboszcz: ks. Andrzej Piesik (od 2017)

## Kościoły
- kościół parafialny: Kościół Wniebowzięcia Najświętszej Maryi Panny w Borysławicach Kościelnych